# 소성 (일본사)

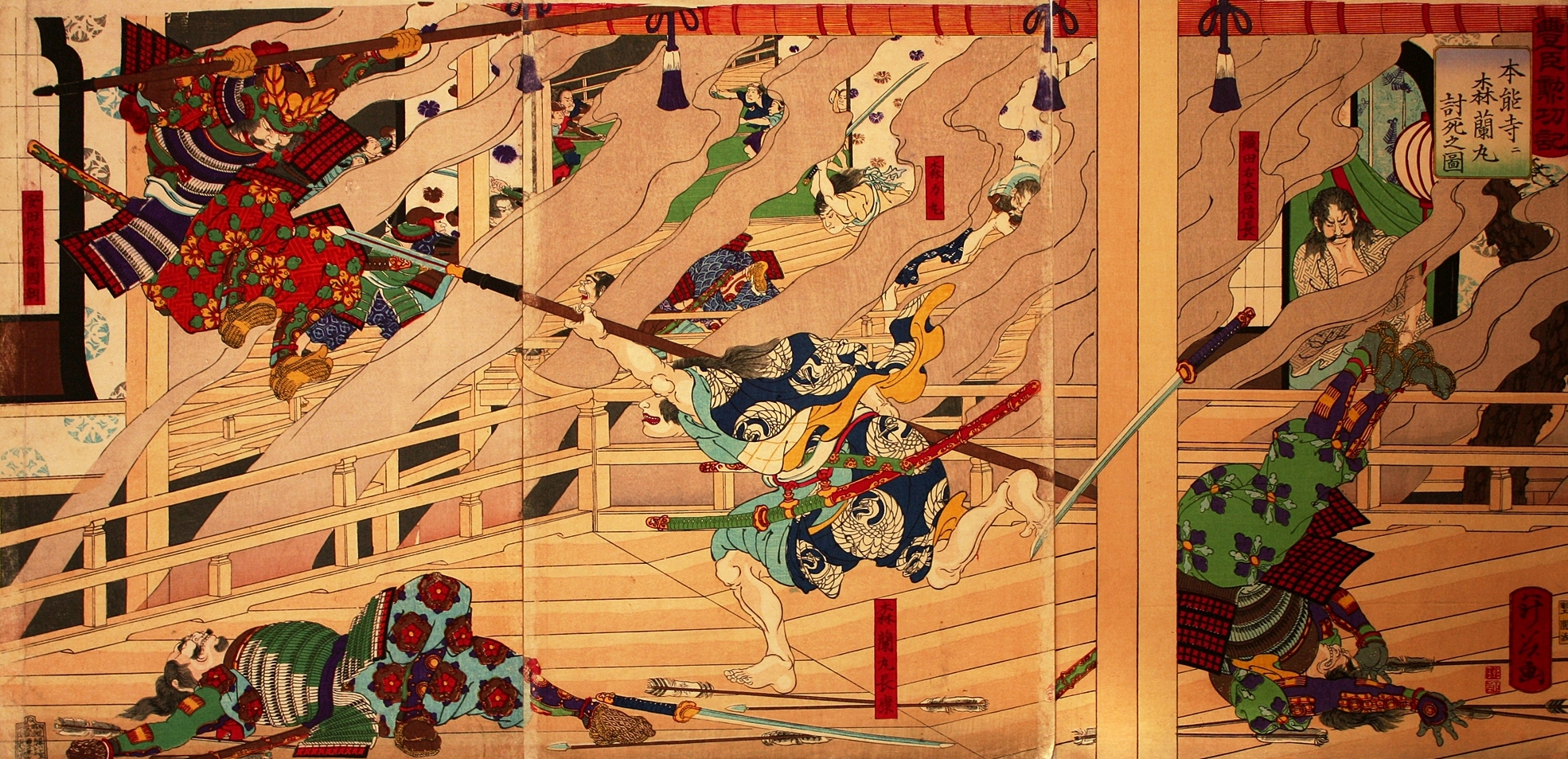

소성(일본어: 小姓 코쇼[*])은 일본 무사의 역직으로 무장 주위에 머물며 잡일을 맡는다. 「扈従」에서 유래한 小性로 표기되기도 한다.

## 센고쿠 시대 이전
코쇼는 주로 젊은이들이 담당했다. 평소에는 비서와 같은 역할이고 전시에는 주군을 몸으로 막는 방패역할도 했기 때문에 지식과 예절, 무예 모두에 능해야했다. 성장하여 주군의 측근으로 활약하기는 경우가 많았다.
도요토미 히데요시나 도쿠가와 이에야스는 다이묘 가문의 자제를 코쇼라는 명목으로 사실상 볼모삼았던 경우가 많았다. 센고쿠 다이묘가 코쇼를 남색의 대상으로 한 경우도 꽤 있었다. (슈도)

## 에도 시대
기본적으로 비서 역할은 소바요닌, 側衆・近習出頭役・御側御用取次 등의 별도 담당자가 있었다. 코쇼는 경호와 허드렛일을 주로 맡았다.
코쇼가 주군의 근처에서 일하므로 小納戸役이 코쇼를 돕는 경우도 있었지만 모두 그랬던 것은 아니다. 요네자와번이나 기슈번, 야나가와번(柳河藩) 등에서는 코쇼와 小納戸役을 총괄하는 코쇼토(小姓頭)가 있었다.
영주에 따라 원복 (일본) 이전의 젊은 번사를 코쇼나 소바요닌으로 삼아 이후 활약할 인재 양성용으로 활용하는 경우가 있다.
가난한 사무라이의 차남이나 삼남은 절에 들어가 스님의 비서역할을 하는 테라코쇼가 되기도 했다.

## 유명한 소성
※ 사실과 다를 수 있다.
- 호리 히데마사 - (오다 노부나가)
- 모리 나리토시 - (오다 노부나가)
- 마에다 도시이에 - (오다 노부나가)
- 가타쿠라 가게쓰나 - (다테 데루무네)
- 나오에 가네쓰구 - (우에스기 가게카쓰)
- 이시다 미쓰나리 - (도요토미 히데요시)
- 이이 나오마사 - (도쿠가와 이에야스)
- 마쓰다이라 노부쓰나 - (도쿠가와 이에미쓰)
- 야규 미쓰요시 - (도쿠가와 이에미쓰)
- 다누마 오키쓰구 - (도쿠가와 이에시게)
- 市村鉄之助 - (히지카타 도시조)
- 高嶺秀夫 - (마쓰다이라 가타모리)
- 立見尚文 - (마쓰다이라 사다아키)

## 같이 보기
- 馬廻
- 小草履取り
- 페이지 (시종)